# Amadeo Ortega
Amadeo Ortega (? - 17 d'octubre de 1983) fou un futbolista paraguaià.

## Selecció del Paraguai
Va formar part de l'equip paraguaià a la Copa del Món de 1930.